# Exclusive
Exclusive és una pel·lícula dramàtica estatunidenca de 1937 dirigida per Alexander Hall i escrita per Jack Moffitt, Sidney Salkow i Rian James. La pel·lícula és protagonitzada per Fred MacMurray i Frances Farmer, i va ser estrenada el 6 d'agost de 1937 per Paramount Pictures.

## Argument
El gàngster Charles Gillette busca venjança contra els habitants de Mountain City que van intentar posar-lo entre reixes, inclòs el coronel Bogardus, propietari de l'influent diari Mountain City World. Gillette compra el Sentinel, rival del World, i intenta contractar el periodista estrella Ralph Houston perquè sigui el seu editor, però aquest declina.
En Gillette utilitza la xicota d'en Ralph, Vina Swain, per desenterrar la brutícia dels seus enemics. Una història sobre el candidat a l'alcaldia Horace Mitchell ensorra la seva reputació i provoca un suïcidi. Tod Swain, editor del World, castiga la Vina pel seu mal criteri. Aleshores, en Gillette es proposa arruïnar el propietari d'un gran magatzem fent que el seu pinxo Beak McArdle organitzi un accident d'ascensor que causa morts i ferides greus a en Ralph.
La pròpia vida de la Vina està en perill quan en Gillette ordena a McArdle que l'assassini perquè mai pugui dir el que sap. En Tod l'ajuda i després enganya a Gillette perquè confessi l'accident de l'ascensor. El Sentinel es ven a la ciutat, amb un Ralph recuperat que decideix dirigir-lo.

## Repartiment
- Fred MacMurray com Ralph Houston
- Frances Farmer com Vina Swain
- Charlie Ruggles com Tod Swain
- Lloyd Nolan com Charles Gillette
- Fay Holden com Mrs. Swain
- Ralph Morgan com Horace Mitchell
- Edward H. Robins com Coronel Bogardus
- Harlan Briggs com Springer
- Willard Robertson com Mr. Franklin
- Horace McMahon com Beak McArdle
- Steve Pendleton com Elliott
- Chester Clute com Garner
- Irving Bacon com Dr. Boomgarten

## Recepció
Escrivint per la revista Night and Day el 1937, Graham Greene va donar a la pel·lícula una crítica lleugerament bona, assenyalant que dona "la impressió general […] d'un sentiment lent a l'antiga [el] resultat, com l'espígol, no és desagradable". Caracteritzant la pel·lícula com "una pel·lícula rutinària de la vida dels diaris nord-americans", Greene va donar reaccions contradictòries a les escenes, elogiant l'escena de l'accident de l'ascensor, però es va trobar decebut pel lliurament de les escenes finals amb la filla parlant del seu pare mort. Un crític del The New York Times va trobar "autèntic" la representació de la pel·lícula dels periodistes i la seva història "captiva".